# YUBA liga 1991-1992
La YUBA liga 1991-1992 è stata la 48ª edizione del massimo campionato jugoslavo di pallacanestro maschile. La vittoria finale è stata ad appannaggio del Partizan Belgrado.
Fu l'ultima edizione del campionato della Repubblica Socialista Federale di Jugoslavia, dato che con la dissoluzione della Jugoslavia, le squadre slovene e croate iniziarono a gareggiare nei neonati campionati sloveno e croato.
Vi parteciparono quindi squadre provenienti dalla Serbia, dal Montenegro, dalla Bosnia-Erzegovina e dalla Macedonia.

## Regular season
|     | Squadra               | G  | V  | P  | PF    | PS    | Pt. | Qualificazione |
| --- | --------------------- | -- | -- | -- | ----- | ----- | --- | -------------- |
| 1.  | Partizan Belgrado     | 22 | 20 | 2  | 2.040 | 1.569 | 42  | playoff        |
| 2.  | Stella Rossa Belgrado | 22 | 15 | 7  | 1.838 | 1.759 | 37  | playoff        |
| 3.  | Rabotnički Skopje     | 22 | 14 | 8  | 1.814 | 1.644 | 36  | playoff        |
| 4.  | Sloboda Dita Tuzla    | 22 | 13 | 19 | 1.831 | 1.727 | 35  | playoff        |
| 5.  | Bosna Sarajevo        | 22 | 13 | 9  | 1.909 | 1.887 | 35  |                |
| 6.  | Spartak Subotica      | 22 | 13 | 9  | 1.703 | 1.765 | 35  |                |
| 7.  | Užice                 | 22 | 10 | 12 | 1.749 | 1.870 | 32  |                |
| 8.  | Vojvodina Novi Sad    | 22 | 9  | 13 | 1.789 | 1.887 | 31  |                |
| 9.  | Radnički Belgrado     | 22 | 8  | 14 | 1.940 | 2.002 | 30  |                |
| 10. | Budućnost Titograd    | 22 | 8  | 14 | 1.739 | 1.870 | 30  |                |
| 11. | Sloga Kraljevo        | 22 | 7  | 15 | 1.795 | 1.869 | 29  |                |
| 12. | Infos RTM Belgrado    | 22 | 2  | 20 | 1.751 | 2.029 | 24  |                |

## Playoff
|  | Semifinali | Semifinali        | Semifinali |              |    | Finale   | Finale | Finale |  |
|  |            |                   |            |              |    |          |        |        |  |
|  | 1.         | Partizan          | 2          |              |    |          |        |        |  |
|  | 1.         | Partizan          | 2          |              |    |          |        |        |  |
|  | 4.         | Sloboda Tuzla     | 0          |              |    |          |        |        |  |
|  | 4.         | Sloboda Tuzla     | 0          |              | 1. | Partizan | 3      |        |  |
|  |            |                   |            |              | 1. | Partizan | 3      |        |  |
|  |            |                   | 2.         | Stella Rossa | 0  |          |        |        |  |
|  | 2.         | Stella Rossa      | 2.         | Stella Rossa | 0  | 2        |        |        |  |
|  | 2.         | Stella Rossa      |            |              |    |          |        |        |  |
|  | 3.         | Rabotnički Skopje | 1          |              |    |          |        |        |  |

| YUBA liga 1991-1992         |
| --------------------------- |
| Partizan Belgrado 5º titolo |

## Formazione vincitrice
| N° | Naz.                  | Ruolo | Sportivo              |  | Alt. |  |
| -- | --------------------- | ----- | --------------------- |  | ---- |  |
| 4  | Jugoslavia (bandiera) | P     | Aleksandar Đorđević   |  | 188  |  |
| 5  | Jugoslavia (bandiera) | G     | Predrag Danilović     |  | 198  |  |
| 6  | Jugoslavia (bandiera) | AP    | Nikola Lončar         |  | 198  |  |
| 7  | Jugoslavia (bandiera) | P     | Igor Perović          |  | 190  |  |
| 8  | Jugoslavia (bandiera) | C     | Zoran Stevanović      |  | 207  |  |
| 9  | Jugoslavia (bandiera) | AG    | Igor Mihajlovski      |  | 205  |  |
| 10 | Jugoslavia (bandiera) | AP    | Dragiša Šarić         |  | 202  |  |
| 11 | Jugoslavia (bandiera) | C     | Željko Rebrača        |  | 213  |  |
| 12 | Jugoslavia (bandiera) | AG    | Mlađan Šilobad        |  | 208  |  |
| 13 | Jugoslavia (bandiera) | AG    | Slaviša Koprivica     |  | 205  |  |
| 14 | Jugoslavia (bandiera) | P     | Vladimir Dragutinović |  | 192  |  |
| 15 | Jugoslavia (bandiera) | AP    | Ivo Nakić             |  | 200  |  |
| 16 | Jugoslavia (bandiera) | AG    | Branko Sinđelić       |  | 204  |  |
|    | Jugoslavia (bandiera) | All.  | Željko Obradović      |  |      |  |